# Igreja dos Dízimos

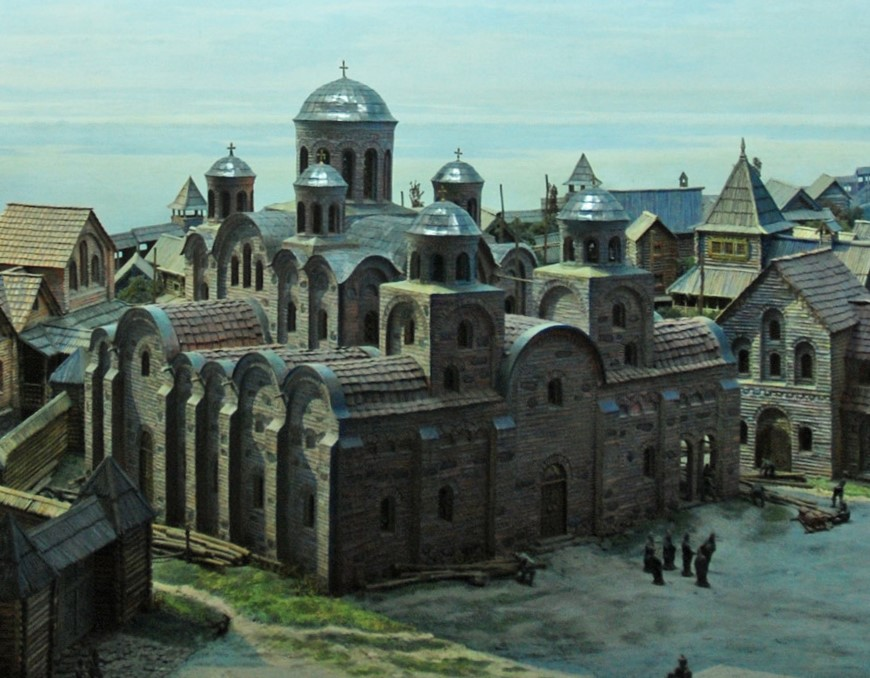
Fragmento do diorama "Cidade de Vladimir" no Museu Arqueológico de Quieve.

A Igreja dos Dízimos, ou Igreja da Assunção da Bem-Aventurada Virgem Maria (russo: Десятинная церковь ou Храм Успения Пресвятой Богородицы),  foi o primeiro templo ortodoxo de pedra na Rússia, erigido por Vladimir Svyatoslavich em 989-996 em Quieve, no local da morte dos primeiros mártires russos, Teodoro, o Varegue e seu filho João.

## Etimologia
A Igreja dos Dízimos é assim chamada porque o dízimo da renda do Príncipe foi para sua manutenção. Ao lançar a pedra fundamental na presença do Metropolita Lêoncio, dos Bispos gregos e russos, boiardos e inúmeras pessoas, o Santo Príncipe Vladimir disse: “Dou à igreja desta Santa Mãe de Deus do meu nome e da minha cidade um décimo”.

## O Primeiro Templo (996-1240)

### História
O início da construção da Igreja dos Dízimos na colina de Starokyivska remonta a 989, tal como foi relatado na crónica: No ano 6497 ... Volodimir decidiu construir a Igreja da Santíssima Mãe de Deus e enviou os seus mestres de Grk ("O Conto de Anos Passados").
Noutras listas analísticas o ano de fundação da Igreja também é indicado como 990 e 991. Foi construído por arquitetos russos e gregos por 6 anos como uma Catedral perto da Torre do Príncipe - um edifício de pedra a nordeste do Palácio, cuja parte escavada está a 60 metros de distância das fundações da Igreja dos Dízimos. Estava localizada perto da antiga Veche e da Praça Comercial Babin Torzhok, cujo nome deriva provavelmente de estátuas femininas de cobre trazidas de Quersoneso e instaladas em frente à Igreja dos Dízimos. Nas proximidades os arqueólogos encontraram os restos de um edifício, que se acredita ser uma Reitoria da Igreja, que foi construída em conjunto com a Igreja (anteriormente identificada com a chamada Torre de Olga). Em dois plintos (tijolos) do final do século X, que foram encontrados durante as escavações de uma vala perto do canto noroeste da Igreja dos Dízimos, há duas letras, esculpidas no plinto ainda úmido na sua superfície inferior. As letras compõem uma sílaba "SHI".  A inscrição pode significar ou a primeira sílaba da palavra "contar", ou pode ser o número 708. Num outro plinto há a impressão da pegada de um pequeno morador de Quieve. Em plintos de escavações de V. V. Hvoyka, em 1907-1908, foram descobertos os tridentes de Vladimir Svyatoslavich. No selo lacrado de chumbo das escavações de D.V. Mileyev, de 1912, a imagem de um tridente e as letras "STLA" (Svyatoslav?) foram encontradas. D.D. Yolshin encontrou um sinal num plinto semelhante a uma triquetra.

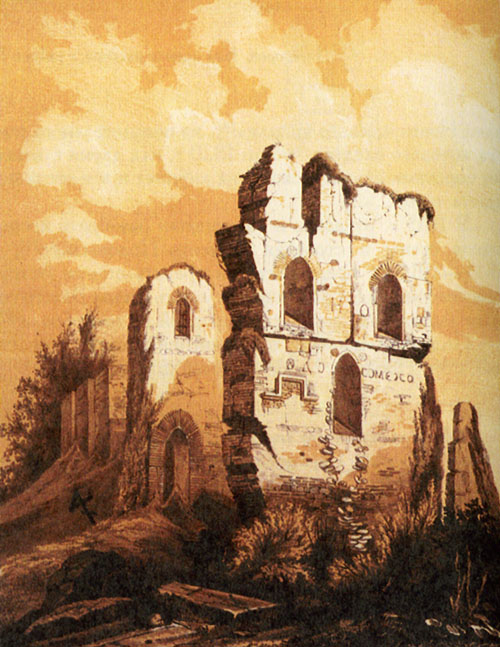
As ruínas da Igreja dos Dízimos em um desenho de 1826 (por vezes descrito como uma cópia da obra de A. van Westerfeld, que é questionada pelos historiadores).

A Igreja foi consagrada duas vezes: depois de concluída e em 1039 sob Yaroslav, o Sábio.
O Príncipe Vladimir Svjatoslavich, que governava na época, atribuiu para a manutenção da Igreja e da Metrópole a décima parte dos seus rendimentos - um dízimo, de onde veio o seu nome. Na época de sua construção, era a maior Igreja de Quieve. Os anais informam que a Igreja do Dízimo foi decorada com ícones, cruzes e vasos preciosos de Quersoneso. Na decoração interior, o mármore era abundantemente utilizado, pelo que os contemporâneos também chamavam o templo de “mármore”. Em frente da entrada ocidental, Efimov descobriu os restos de dois pilares, presumivelmente servindo de pedestais para cavalos de bronze trazidos de Quersoneso. O primeiro Reitor da Igreja foi um dos "Padres Korsunianos" de Vladimir - Anastácio de Quersoneso a quem, segundo os anais, em 996, o Príncipe Vladimir encarregou de recolher os dízimos da Igreja.
Alguns estudiosos acreditam que a Igreja foi dedicada à festa da Assunção da Bem-Aventurada Virgem Maria. Nela foram guardadas relíquias do mártir Clemente, o Papa de Roma que foi afogado em Quersoneso. Na Igreja dos Dízimos havia um túmulo principesco, onde a esposa cristã de Vladimir, a Princesa bizantina Ana, que morreu em 1011, e depois Vladimir, que morreu em 1015, foram enterrados. Também aqui os restos da Princesa Olga foram trazidos de Vyshgorod. Em 1044, Yaroslav , o Sábio, enterrou os irmãos postumamente "batizados" de Vladimir na Igreja dos Dízimos - Yaropolk e Oleg Drevlyansky. Durante a invasão dos mongóis foram escondidas relíquias principescas. Segundo a lenda, Pedro Mogila os encontrou, mas no século XVIII os restos mortais desapareceram novamente. Em 3 de outubro de 1078, o Príncipe Izyaslav Yaroslavich, que foi morto em batalha, foi solenemente enterrado na Igreja dos Dízimos. O Príncipe Rostislav Mstislavich foi enterrado na Igreja dos Dízimos em 1093. A descoberta na Igreja do Dízimo de um autêntico sarcófago de madeira do século XI enterrado com uma parte inferior de uma espada de ferro numa bainha de madeira com ponta de prata, decorada na parte superior com um ornamento gravado, foi uma confirmação de que não apenas em terra de Novgorod, mas também em Quieve os enterros cristãos em templos preservaram então uma série de vestígios do antigo rito de enterro de Kurgan. O esqueleto foi orientado com a sua cabeça para sudoeste.
No primeiro terço do século XII a igreja passou por reformas consideráveis, não mencionadas nos anais. Neste momento, o canto sudoeste do templo foi completamente reconstruído, e um forte pilar apareceu em frente à fachada ocidental, que sustentava o muro. Estas medidas representaram muito provavelmente a restauração do templo após o seu colapso parcial devido a um terremoto.
Em 1169, a Igreja foi saqueada pelas tropas do Príncipe Mstislav Andreevich, filho de Andrey Bogolyubsky, e em 1203, pelas tropas de Rurik Rostislavich. Em 1240, hordas de khan Batu, tendo tomado Quieve, destruíram a Igreja dos Dízimos - último reduto dos Quievanos. Segundo a lenda, a Igreja ruiu sob o peso dos residentes locais que tentaram fugir dos mongóis, mas Y.S. Aseev sugeriu que o edifício ruiu após os sitiadores terem usado armas de choque. A razão do colapso pode ser o estado de emergência em que a Igreja dos Dízimos se encontrava após um grande terramoto em 1230.

### Segunda Consagração
As razões da reconsagração, realizada pelo Metropolita Teopento em 1039, não são autenticamente conhecidas. No século XIX foi sugerido que, após um incêndio em Quieve em 1017, a Igreja tinha sofrido uma reconstrução considerável. Alguns historiadores modernos contestam isso, considerando-a insuficientemente fundamentada. M. F. Murjanov acreditava, que a base da segunda consagração poderia ser um ato herético ou pagão, mas uma razão mais confiável é o estabelecimento da celebração da renovação anual do templo, característica da tradição bizantina e que incluia uma cerimônia de consagração (esta versão foi oferecida por A. E. Musin). Há também outra opinião, que a reconsagração poderia ser causada pela não observância dos cânones bizantinos durante a primeira consagração. Sob outra versão, até 1037 a Metrópole de Quieve submeteu-se à Sé de Ocrida, em vez do Patriarcado de Constantinopla, mas em 1037 a situação mudou, os bizantinos reforçaram as posições na Rússia de Quieve. Uma vez que o Metropolita Teopento (1037–1049) imediatamente procedeu a reconsagração da Igreja dos Dízimos, então, provavelmente, por volta de 1037 em Constantinopla, os cristãos que consagraram a Igreja dos Dízimos, em 995, foram considerados hereges. Desde a época do surgimento do Metropolita Teopento em Quieve, a Igreja Russa durante todo o período pré-mongol, foi chefiada quase exclusivamente por gregos fornecidos à Cátedra de Quieve pelos Patriarcas de Constantinopla.